# Tampir Wetan
Tampir Wetan is een bestuurslaag in het regentschap Magelang van de provincie Midden-Java, Indonesië. Tampir Wetan telt 1884 inwoners (volkstelling 2010).